# Kireevo, Vidin
Kireevo (în bulgară Киреево) este un sat în comuna Makreș, regiunea Vidin,  Bulgaria. 

## Demografie
Componența etnică a satului Kireevo
     Bulgari (100%)
     Nicio identificare (0%)
     Altele (0%)
La recensământul din 2011, populația satului Kireevo era de 194 locuitori. Din punct de vedere etnic, toți locuitorii erau bulgari.